# 8月25日 (旧暦)
旧暦8月25日は旧暦8月の25日目である。六曜は友引である。

## できごと
- 明応7年（ユリウス暦1498年9月11日） - 東海地方全域で大地震。津波により浜名湖が外海とつながる
- 天文12年（ユリウス暦1543年9月23日） - ポルトガル船が種子島に漂着し、鉄砲が日本に伝来（1542年や1545年などの諸説あり）（種子島以前に日本に鉄砲が存在していたとする説もある）
- 慶長3年（グレゴリオ暦1598年9月25日） - 豊臣秀吉の死去に伴い、徳川家康ら五大老が朝鮮撤兵を決定し使者を派遣
- 万治3年（グレゴリオ暦1660年9月29日） - 徳川家綱が、仙台藩主・伊達綱宗を廃し2歳の亀千代（伊達綱村）の後継を裁断。伊達騒動の発端
- 宝暦7年（グレゴリオ暦1757年10月7日） - 柄井川柳が、無名庵川柳と号し、最初の万句合を興行

## 誕生日
- 天保7年（グレゴリオ暦1836年10月5日） - 榎本武揚[1]、幕臣・外交官（+ 1908年）

## 忌日
- 延慶元年（ユリウス暦1308年9月10日） - 後二条天皇、94代天皇（* 1285年）
- 応安6年/文中2年（ユリウス暦1373年9月12日） - 佐々木道誉、武将（* 1296年）
- 慶長18年（グレゴリオ暦1613年10月9日） - 浅野幸長、紀州藩主（* 1576年）
- 慶安元年（グレゴリオ暦1648年10月11日） - 中江藤樹、儒学者（* 1608年）
- 天明6年（グレゴリオ暦1786年9月17日） - 徳川家治、江戸幕府10代将軍（* 1737年）

## 記念日・年中行事
- 川柳発祥の日
宝暦7年8月25日に柄井川柳が川柳評万句合を開始したことによる。川柳文芸の発祥の日。